# George Luks
Pour les articles homonymes, voir Luks.
Ne doit pas être confondu avec George Lucas, Georges Lucas ou Georg Lukács.
George Benjamin Luks, né le 13 août 1867 à Williamsport (Pennsylvanie), et mort à New York le 29 octobre 1933, est un peintre américain moderniste,, rattaché à l'Ash Can School.

## Biographie
Luks a travaillé pour le journal de Joseph Pulitzer, le New York World,,,.
En février 1908, il expose aux Macbeth Galleries (Manhattan), avec sept autres peintres, retrouvant ses amis Robert Henri, William Glackens, John French Sloan, Everett Shinn, et auxquels se joignent Arthur Bowen Davies, Maurice Prendergast, et Ernest Lawson. La presse les surnomment The Eight.

## Expositions
- 1904: National Arts Club (Luks, Glackens, Henri, Sloan, Davies, Prendergast)
- 1908: The Macbeth Galleries exhibition of The Eight
- 1913: The Armory Show (six Luks paintings were included)
- 1937: New York Realists, the Whitney Museum of American Art
- 1943: The Eight, Brooklyn Museum of Art
- 1992: Painters of a New Century: The Eight and American Art, Brooklyn Museum
- 1994: George Luks: The Watercolors Rediscovered, Canton Museum of Art
- 1995: Metropolitan Lives: The Ashcan Artists and Their New York, National Museum of American Art
- 1997: Owen Gallery, New York, 1997
- 2000: City Life Around the Eight, The Metropolitan Museum of Art
- 2007: Life's Pleasures: The Ashcan Artists' Brush with Leisure, 1895–1925, The New York Historical Society
- 2009: The Eight and American Modernisms, Milwaukee Art Museum

## Œuvre
- The Butcher Cart (1901), Chicago Art Institute
- The Little Milliner (1905), Toledo Museum of Art
- The Spielers (1905), Addison Gallery of American Art (en)
- The Wrestlers (1905), Museum of Fine Arts, Boston
- The Rag Picker (1905), private collection
- The Old Duchess (1905), Metropolitan Museum of Art
- Hester Street (1905), Brooklyn Museum of Art
- The Cafe Francis (1906), Butler Institute of American Art
- Woman with Macaws (1907), Detroit Institute of Arts
- Sulky Boy (1908), Phillips Collection
- The Guitar (Portrait of the Artist’s Brother with his Son) (1908), Westmoreland Museum of American Art (en)
- The New York River, New York (1910), private collection
- Nursemaids, High Bridge Park, private collection
- Boy with Baseball (1925), Metropolitan Museum of Art

## Élèves
Il eut pour élèves : Norman Raeben, Elsie Driggs, et John Alan Maxwell (en).

## Galerie

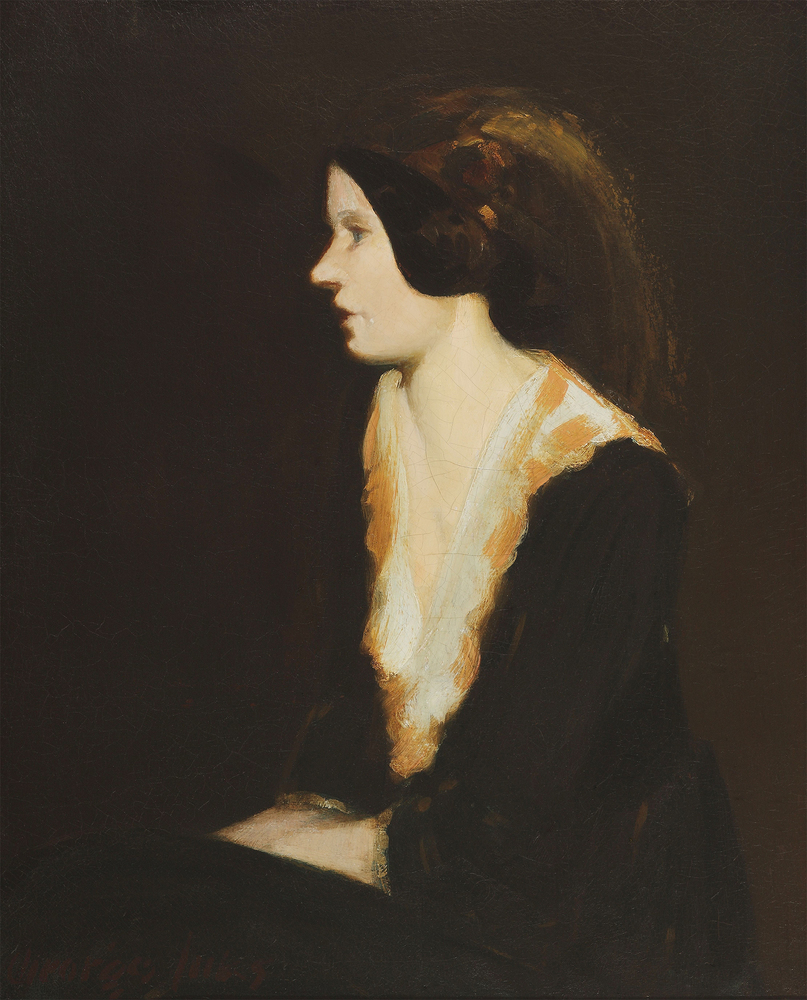
The White Blackbird (Portrait of Margarett Sargent (en)) (1919)
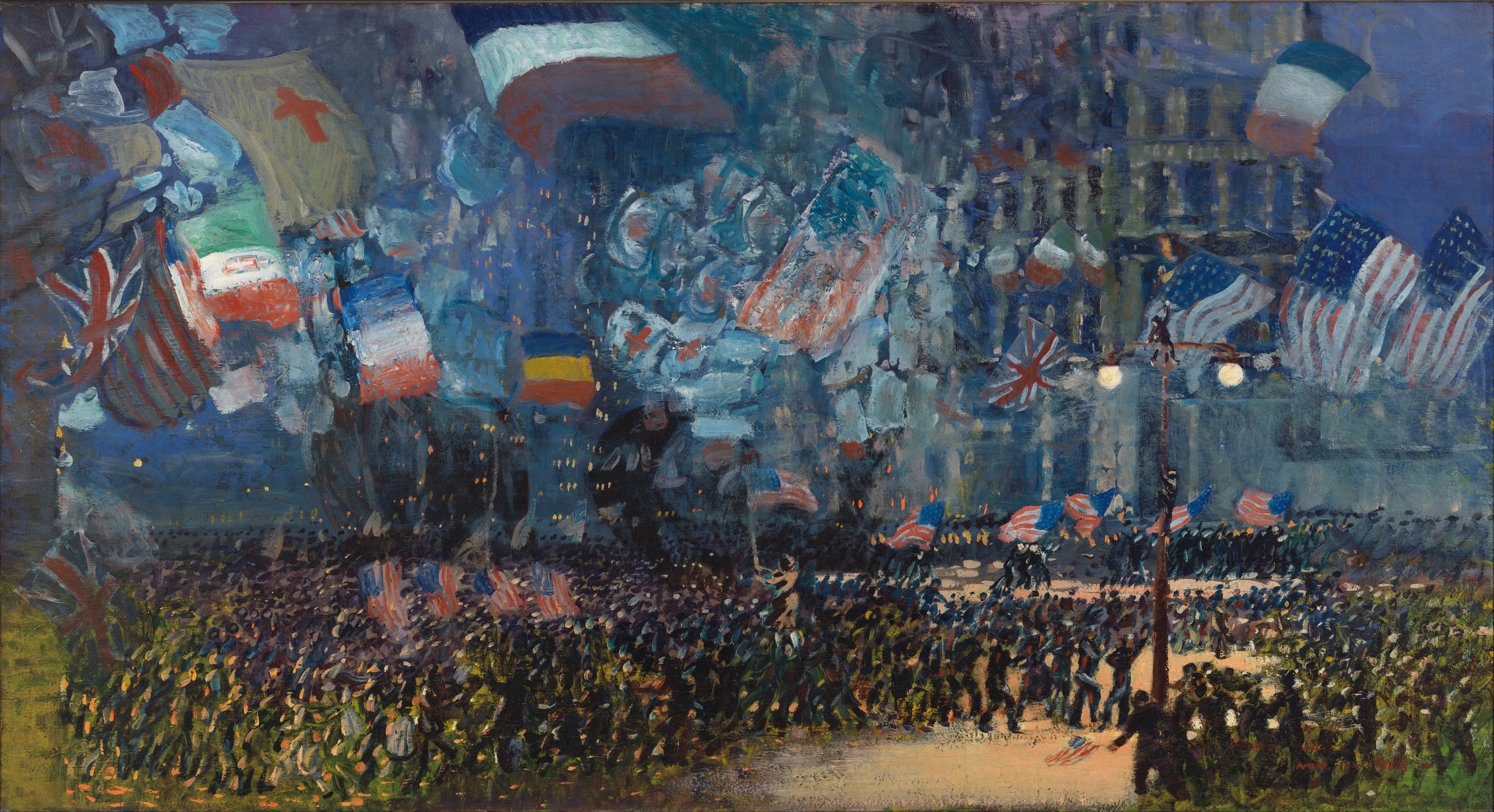
Armistice Night, 1918, oil on canvas
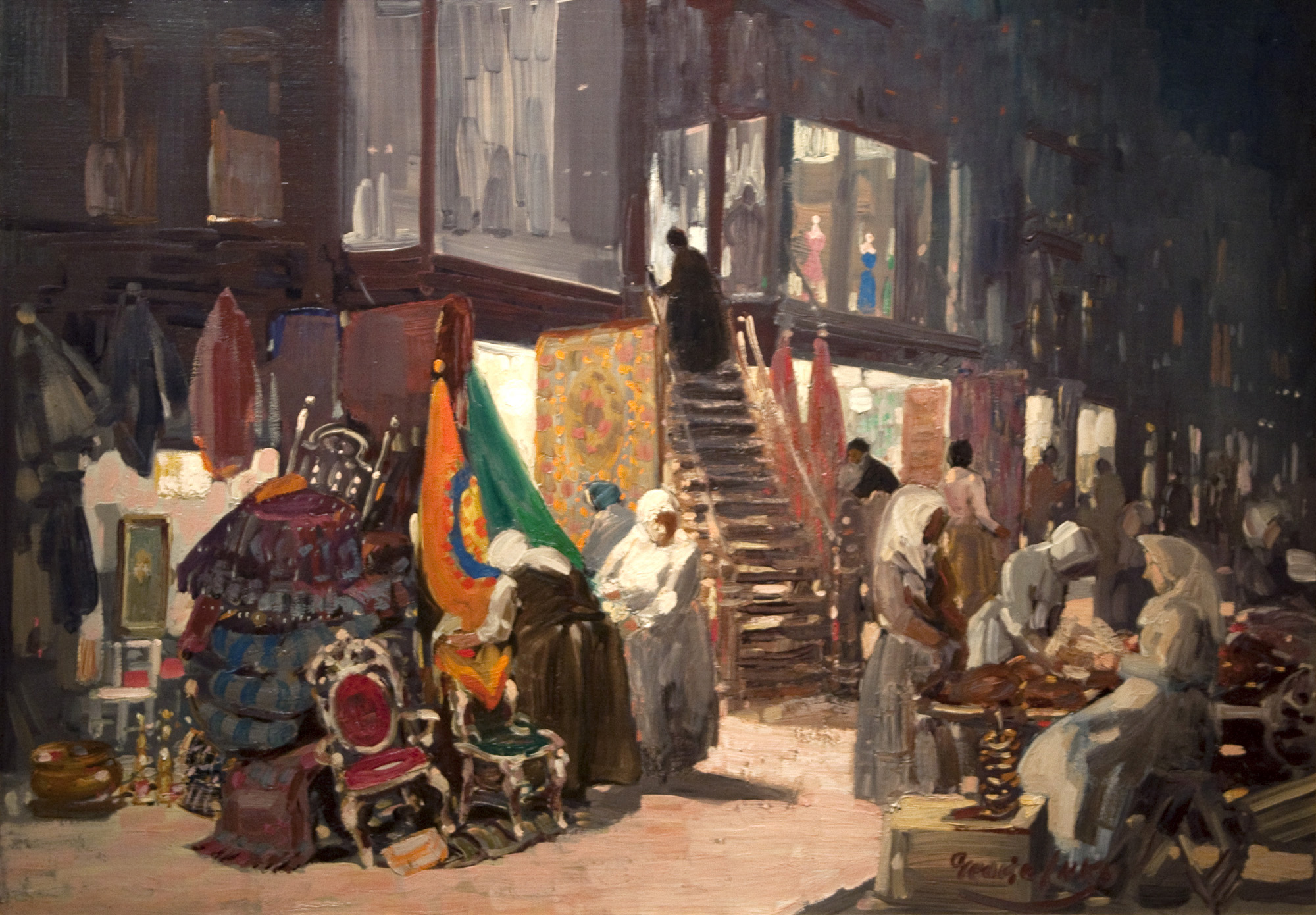
Allen Street, c. 1905, Hunter Museum of American Art (en)
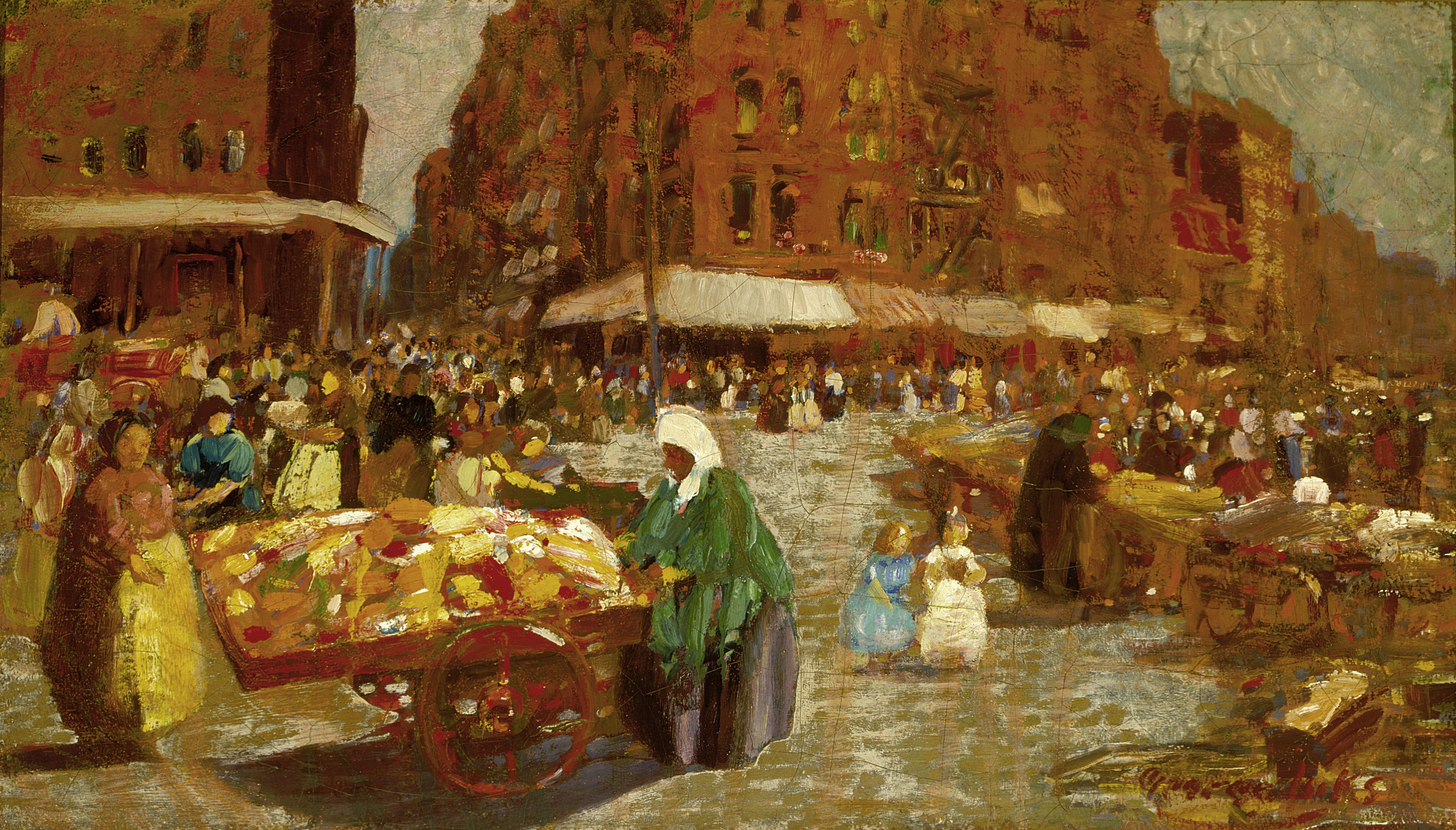
Houston Street, 1917, oil on canvas, Saint Louis Art Museum
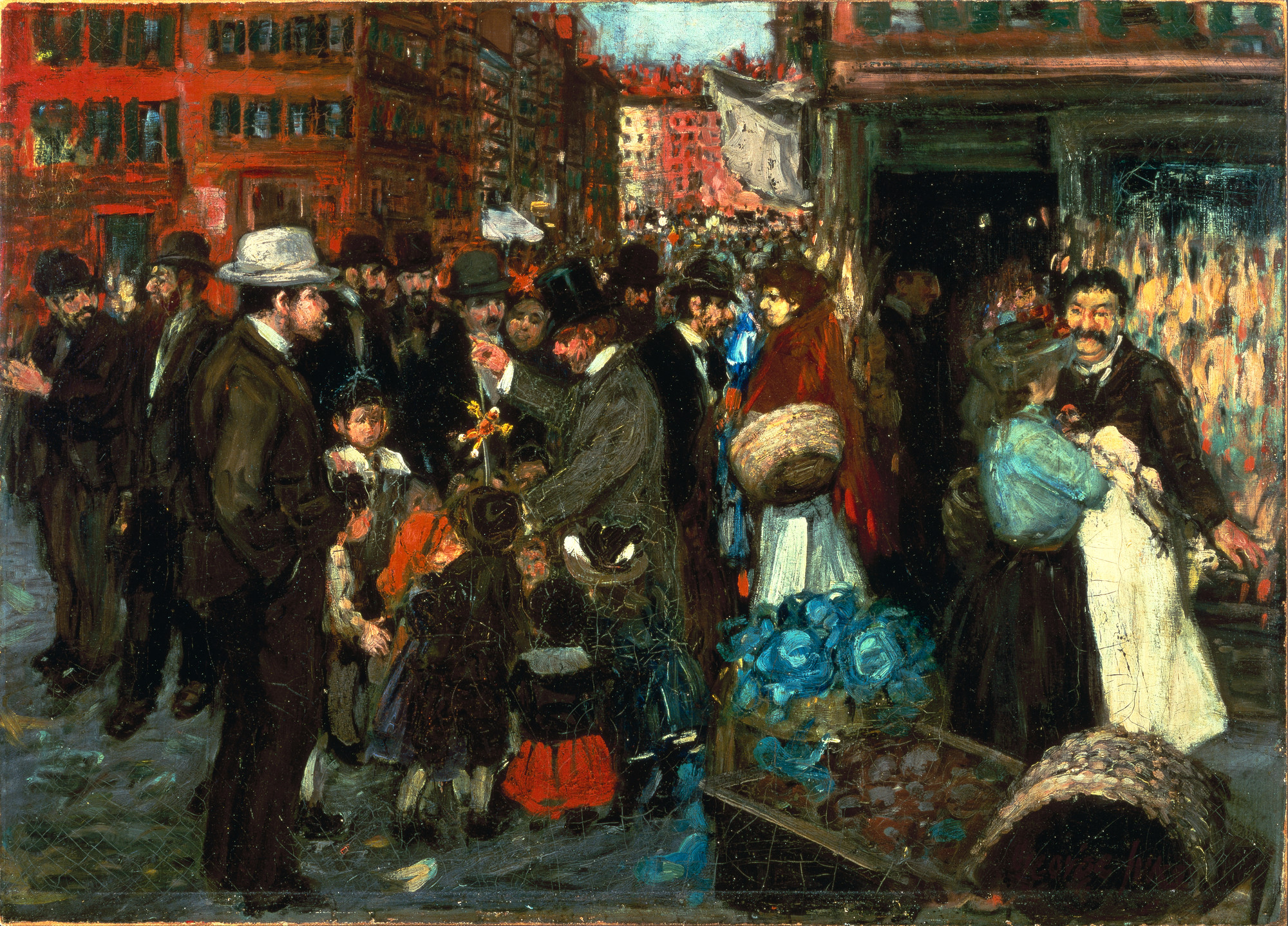
Street Scene (Hester Street), 1905, oil on canvas, Brooklyn Museum
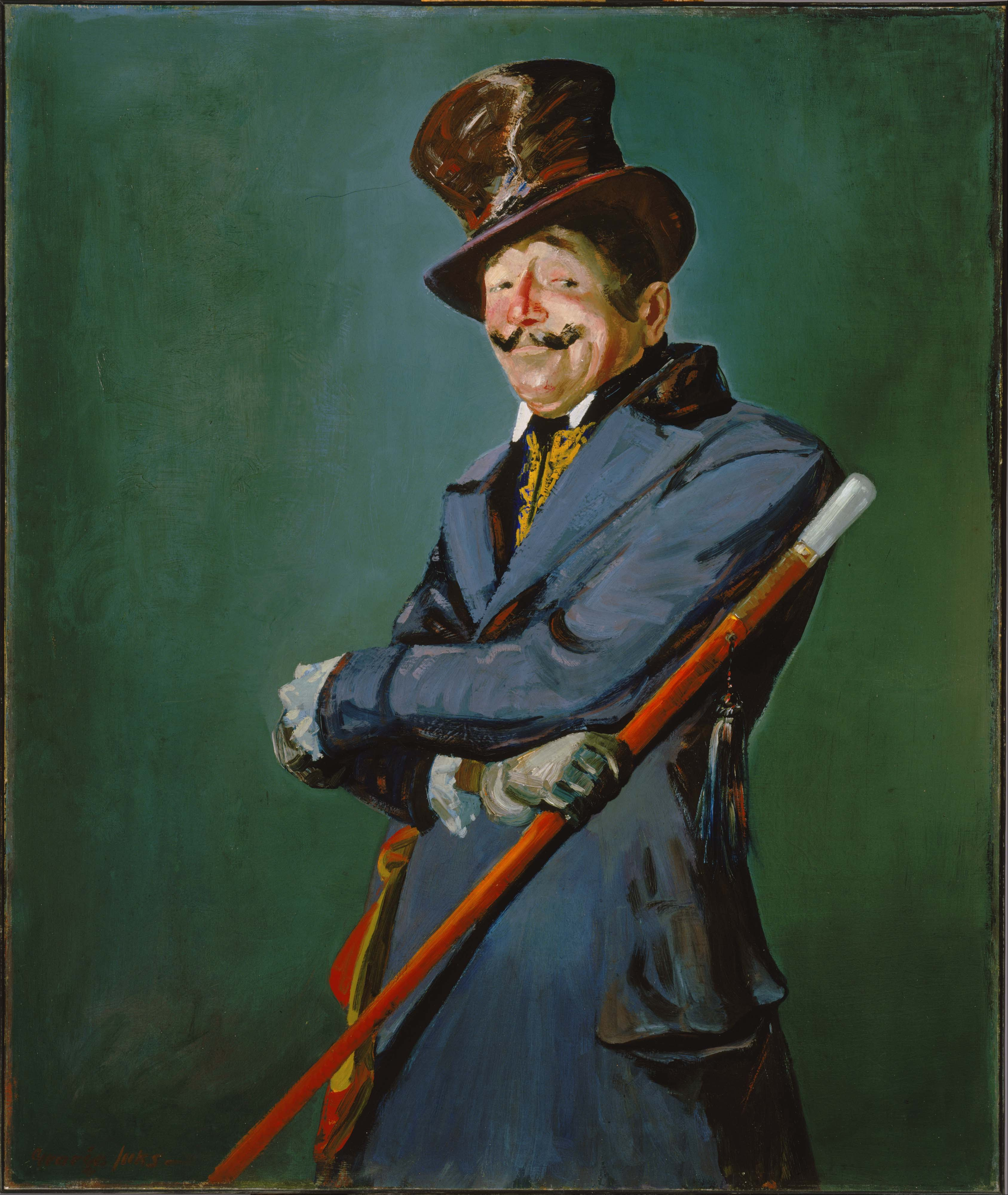
Otis Skinner as Col. Philippe Bridau, 1919
Madison Square, c. 1920
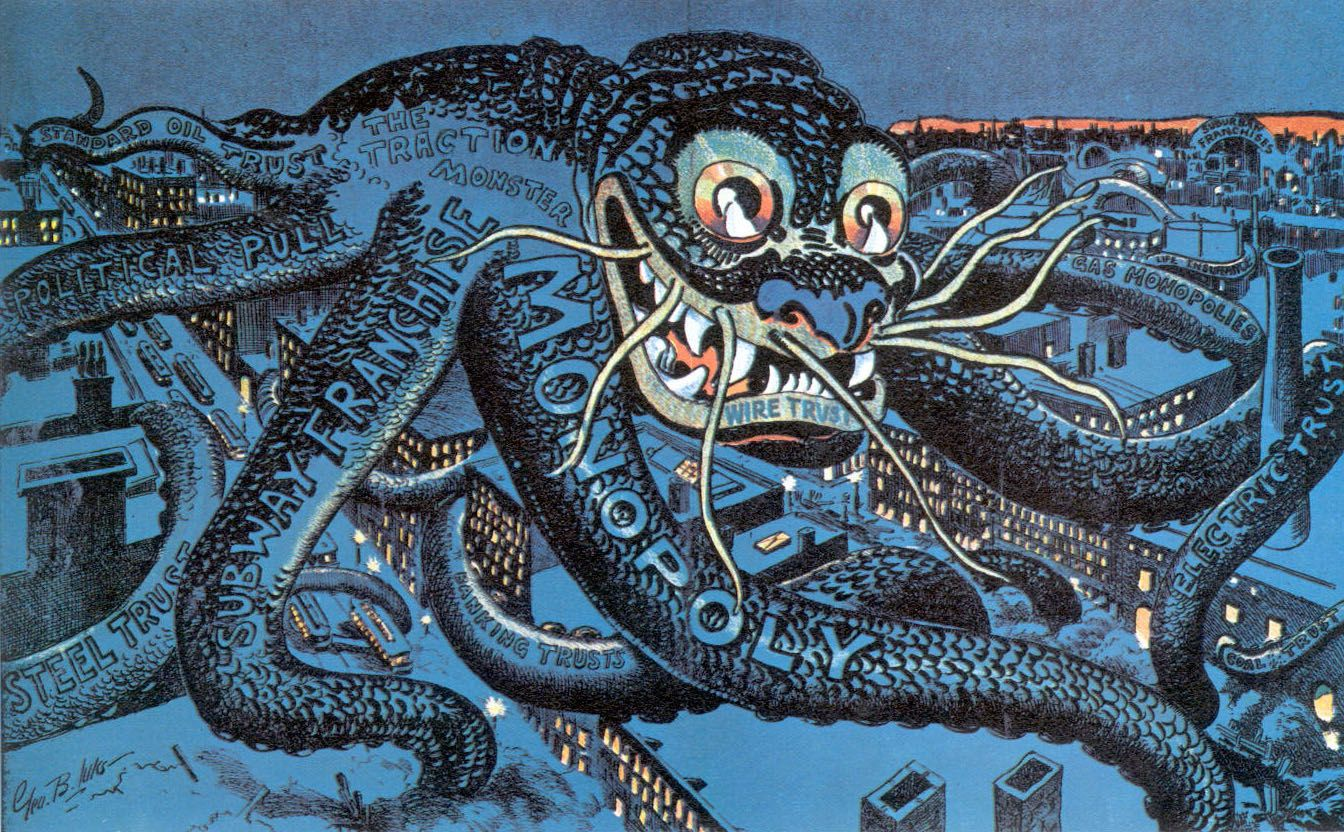
Luks' 1899 cartoon "The menace of the Hour" about "The Traction Monster" after the award of a no bid subway franchise contract by New York City's Tammany Hall